# 大聖武

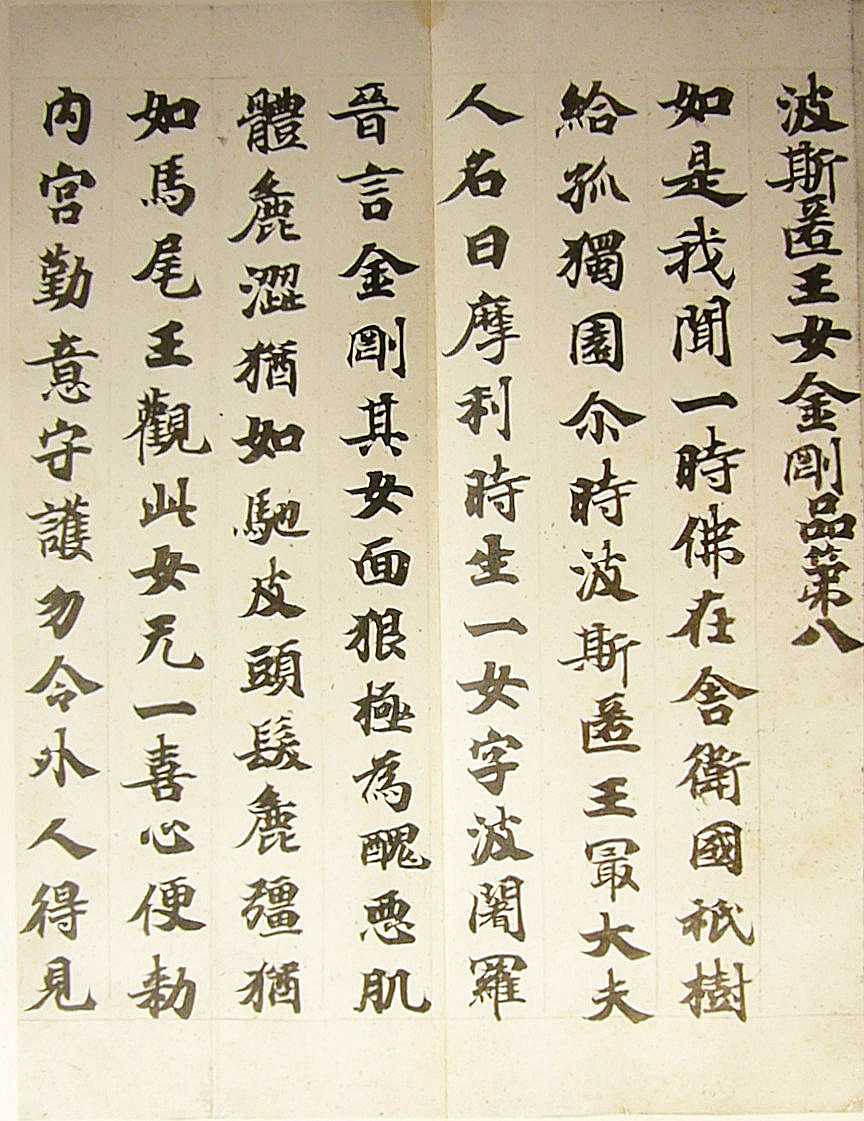
大聖武東博本巻頭

大聖武（おおじょうむ）は、奈良時代に書写された賢愚経の一本。紙本墨書。
聖武天皇宸筆の伝承があり、また1行12字前後の堂々とした大字で書写されていることからの名称。その書風は、龍門造像記（特に始平公造像記）との類似が指摘され、またその影響は奈良時代後期の写経に認められるとする意見もある。料紙はマユミを原料とする真弓紙（檀紙）で、混入する粒子を骨粉に見立て荼毘紙と呼ばれている。もと17巻か。
東大寺戒壇院に伝来したが、遅くとも室町時代後期には流出し切断された。聖武天皇宸筆の伝承と風格ある字形から珍重され、手鑑の冒頭に押されることが定式化されるなど人気の高い古写経であるが、結果として度重なる切断を招き数行程度の遺品が多い。
東大寺蔵巻十五、前田育徳会蔵残巻3巻、白鶴美術館蔵残巻2巻、東京国立博物館蔵残巻1巻がそれぞれ国宝。その他、無数の断簡が残る。
断簡については、大和切、骨泥経、抹香切、荼毘紙切などとも、また写本全体については東大寺本賢愚経とも呼ばれる。
中世以降数多く制作された古筆手鑑では、この作品を冒頭に貼ることが広く行われた。

## 料紙
大聖武の料紙は、マユミの靱皮繊維を原料とした真弓紙に胡粉を塗布したものである。1紙の寸法は縦27.5cm、横58cmほど。おおよそ縦23.3cm、横2.6cmの墨罫を引く。
大聖武や中聖武・小聖武に使用された料紙には、黒または茶褐色の極小さな粒子が無数に見える。この粒子については、かつて釈迦または光明皇后の遺骨を粉末状にして漉き込んだものであるという伝承があった。荼毘紙という名称はここに由来する。後に、荼毘紙の顕微鏡観察から、この粒子は香木を細かに砕いたものではないかという説が唱えられ、防虫と荘厳を兼ねて香木を漉き込んだ料紙であるというのが定説になっていた。
しかし、近年の繊維分析や復元などを伴うより詳細な研究によって、荼毘紙はマユミの靱皮繊維を原料とした料紙であり、粒子はマユミの靱皮繊維に含まれる樹脂成分が凝集したもの、または粗い繊維であることが判明した。なお称賛浄土仏摂受経の修理報告ではこの粒子について「マユミの靭皮繊維に含まれる樹脂成分や粗い繊維と思われるもの」とし、髙橋裕次もその表現を踏襲している。また久米康夫は「マユミ原料の塵入り紙であり、微粒子はマユミの靱皮の塵であるという説もある」というが、宍倉佐敏は久米の書を引いた上で、「この異物は繊維に貼り付いて粘着性があるので、塵ではなく何らかの樹脂成分であろうと推察される」と樹脂成分説をとる。
この真弓紙（檀紙）という語は正倉院文書に散見されるものの、従来マユミを原料とする料紙が確認されず、また後世には檀紙という語は楮を原料とした紙を指していたために、その存在が疑われていた。しかし、荼毘紙がマユミを原料とした紙であることが判明し、真弓紙の存在が裏付けられた。
正倉院文書の真弓紙の記述は、天平感宝元年（749年）から天平宝字2年（758年）の9年間にしか存在せず、真弓紙はほぼこの期間にのみ漉かれたものと推定される。当時紙は貴重品であり、白紙のまま長期間保存することは考えにくいことから、大聖武の書写年代もおおよそこの頃だと思われる。また、かつて大聖武は和経か請来唐経かで議論があったが、料紙が和製真弓紙であることが判明し、和経で決着した。

## 筆者と書風
大聖武は聖武天皇筆と言われていた。この伝承は古く、『実隆公記』や国宝前田本第3巻別紙奥書から永正年間にはすでに存在したことがわかる。しかし、大聖武の書風は聖武天皇宸筆とみられる正倉院宝物の「雑集」と書風がまったく異なるため、現在ではほぼ問題にされていない。
この写経は一人の筆者によって写された一筆経である。筆者は不明だが、脱字脱行などが認められることから、厳格な写経所における書写だとは考えにくい。字詰めは1行9字から15字と不定だが、おおよそ12字程度で書かれており、1行17字で書かれる一般的な写経に比べ字粒は大きい。その書風は堂々、気宇雄大、重厚謹直などと形容されるもので、一般に北魏の龍門造像記、特に始平公造像記との類似が指摘されている。しかし、北魏をふくめ六朝時代の大字経の遺品は見つかっておらず、大字経が書かれるのは唐代に入ってからだと考えられている。そのため角井博は、大聖武の筆者は龍門式書風の系統をひく人ではないかと推測する一方で、多肉多骨の豊かな書風が展開される中唐という時代を背景にして生まれた感覚ではないかとも言う。樋口秀雄も、隋・初唐の頃に比べ極端に肉がついた中唐の書風を汲んだものと捉えている。また川上貴子は、大聖武は顔真卿の早期の作である多宝塔碑（752年）と筆線や結構が酷似していると指摘する。なお、顔真卿は北魏の書法を学んだと言われており、間接的に始平公造像記の影響があることは否定していない。
大聖武の字の特徴として、補筆をしているということも挙げられる。点画の一部を手直ししている箇所が随所に認められるのである。これについて角井は「筆者の造形的美意識に叶わないのでナゾリ書きして形を整えた」と推定、川上はその造形的美意識の内容について「筆線に重厚感を出すため」ではないかと言う。また、川上は、補筆を除いた大聖武の字の形や大きさは、他の大字経（龍光院ほか蔵の大字法華経、センチュリー文化財団ほか蔵の註楞伽経）に酷似しているとも指摘している。
天平勝宝9歳（757年）の首楞厳経（山辺諸公写）、また天平宝字3年（759年）の増一阿含経や中阿含経（一難宝郎ほか写）など、奈良後期の写経は前中期と異なり力強く肉太の筆線が見られる。これについて角井は、遣唐使によってもたらされた当時の唐の書風の影響を示唆するが、田中塊堂は写経生の山辺諸公や一難宝郎は大聖武の影響を受けていると言う。

## 調巻
賢愚経は一般に13巻69品の三本（宋版本・元版本・明版本）と13巻62品の高麗版本が知られる。この7品の差は麗本の散佚だが、単純に7品少ないだけでなく、品の配列順序（品次）や巻構成（調巻）にも差が見受けられる。また一方で、かつては15巻本、16巻本、17巻本も存在したらしく、経録等にそういった記載がある。そこで、この大聖武（東大寺本）の調巻品次が問題となる。
東大寺本は「優波毬提品第六十三」までを含む東大寺蔵巻十五が伝存すること、また三井文庫所蔵手鑑「たかまつ」所載断簡が「尼提度縁品第六十八」の品題を有することを合わせて、16巻以上かつ68品以上（おそらく69品）の本であることは間違いない。また東大寺本で品題が現存し品番号が判明するものについて、三本や麗本との異同が大きく、調巻品次の異なる別系統の本であると想定される。
福井利吉郎は「東大寺本賢愚経の研究」においてこの問題を取り上げ、「内容の類同に着眼し、分量の均衡を考へ、また他の異本の例を参照して」16巻本であると推定した。また樋口秀雄は、正倉院文書に見える賢愚経が17巻本または17巻本の破本あるいは不完と見做しうるものであることなどを理由に17巻本であろうという。
興津香織は、東大寺本と七寺・金剛寺・西方寺などの所蔵する平安末期から鎌倉時代に写された賢愚経(17巻本)数本とを比較することで東大寺本の調巻品次を推定するという手法をとった。結果、福井論文が挙げる東大寺本の品名、品次、品番号、調巻がこれら平安鎌倉古写経本によく一致すること、またその本文も三本や麗本よりも近いことが判明、東大寺本はこれら平安鎌倉古写経本と同系統の本、すなわち17巻本である可能性が高まっている。

## 遺品

### 国宝残巻
東大寺蔵巻十五
指定名称「賢愚経巻第十五（四百六十七行）」
現存するうち1巻がほぼ旧来のままに残る唯一の巻。ただし、全28紙のところ6紙が欠け22紙、467行。巻頭「賢愚経梵志施佛納衣得受記品第五十八巻十五」、巻末「賢愚経巻第十五」。内容は「梵志施佛納衣得受記品第五十八」、「佛始起慈心縁品第五十九」、「頂生王縁品第六十」、「蘇曼女十子品第六十一」、「婆世躓品第六十二」、「優波毬提品第六十三」。欠けた6紙は、「頂生王縁品」の中の1紙と「優波毬提品」の中の5紙。
前田育徳会蔵本（前田本）
指定名称「賢愚経残巻（大聖武）」 全3巻
第1巻 20紙419行。内容は「恒伽達品第六」の全部、「須闍品第七」の前半および「出家功徳尸利苾提品第十八」の後半。「須闍品」の残部は前田本第2巻などでほぼ揃う。「出家功徳尸利苾提品」の前半は白鶴本甲巻にあり。この品の終に1行の余白がある、巻軸か。
第2巻 9紙149行。内容は「微妙比丘尼品」前後欠、「須闍品第七」前後欠、「善求惡求縁品第卅三」後欠、「長者無耳目舌品」前後欠。
第3巻 1紙18行。「無悩指鬘品」前後欠。この断簡には別紙奥書が附される。
白鶴美術館蔵本（白鶴本）
指定名称「賢愚経残巻（大聖武）」 全2巻
甲巻 21紙461行。内容は、第1紙から第4紙第2行が「摩訶斯那優婆夷品第十七」前欠、第4紙3行から第7紙が「出家功徳尸利苾提品第十八」後欠、第8紙から第21紙が「降六師品」前後欠。
乙巻 23紙503行。第1紙から第11紙が「波婆離品」前後欠、第12紙から第15紙が「大施抒海品」前後欠、第16紙から第19紙が「須達起精舍品」前後欠、第20紙から第21紙第14行が「大光明始發無上心品第四十」前欠、第21紙第15行から第23紙が「勒那闍耶品第四十一」後欠。
この2巻は、前田利常の四女富姫が、桂宮家（八条宮家）の第二代智忠親王に輿入れするに際し、桂本万葉集と共に贈られたもの。その後井上馨などの手を経て、現在白鶴美術館が所蔵する。
東京国立博物館蔵本（東博本）
指定名称「賢愚経残巻（大聖武）二百六十二行」 1巻
13紙262行。内容は、第1紙から第7紙第11行が「波斯匿王女金剛品第八」、第7紙第12行から第9紙第18行が「金財品第九」、第9紙第19行から第11紙第20行が「華天品第十」、第11紙第21行から第12紙が「宝天品第十一」後欠、第13紙が「摩訶令奴縁品」前欠。
福井利吉郎「東大寺本賢愚経の研究」(1912)ではA蔵本として、前田本とともに一括して語られており、当時は前田家が所蔵していた模様。なおその論文では、該巻を解説する際に「摩訶令奴縁品」について触れていないので、最終第13紙はこれ以後に継がれたと思われる。

### 断簡
陽明文庫蔵「大手鑑」所載断簡「説是偈已」
20行、梵天請法六事品
京都国立博物館蔵「大手鑑（八十葉） 有栖川宮伝来」所載断簡「王言汝身」
20行、月光王頭施品
五島美術館蔵掛軸「歓喜无量」
19行、須闍提品品末。19行の大断簡であることもさることながら、「歓喜」にはじまり「歓喜」に終わるめでたい断簡。